# Pierre Fourcaud
Pour les articles homonymes, voir Fourcaud.
Pierre Fourcaud, né le 27 mars 1898 à Saint-Pétersbourg et mort le 2 mai 1998 à Paris 7e, est un militaire français, Compagnon de la Libération par décret du 25 mai 1943. Actif dans les services de renseignements, il rejoint dès 1940 le BCRA à Londres et contribue notamment à la création et à l'organisation d'importants réseaux de résistance durant la Seconde Guerre mondiale.
Personnage controversé, il s'attire l'animosité de ses anciens chefs et collègues du BCRA et du SDECE Roger Wybot, André Dewavrin « Passy » et Henri Ribière. Pierre Péan le qualifie de « comploteur-né ».
Après la guerre, il est nommé directeur général adjoint du SDECE. Il en est limogé en 1950 du fait de son rôle trouble dans l'affaire des généraux. Il continue cependant de diriger une petite officine de renseignements jusqu'à la fin de la IVe république.

## Biographie

### Enfance et scolarité
Né d'un père médecin français et d'une mère russe, Pierre Fourcaud passe une partie de sa jeunesse à Nice où il effectue ses études secondaires.

### Premiers engagements (1916-1920)
Il s'engage dans l'Armée française en 1916. Affecté au 24e régiment d'infanterie, il fait preuve d'un grand courage et est blessé à trois reprises en avril puis septembre 1918. Nommé au grade de sous-lieutenant, il termine la guerre sur la Baltique et est démobilisé en 1920.
Plusieurs thèses s'affrontent sur ses activités de l'entre-deux-guerres. De ses propres dires, il aurait travaillé, lors de son affectation dans les pays baltes, avec les services britanniques dans la lutte anti-soviétique. À sa démobilisation, il sera approché par le 2e bureau qui souhaite bénéficier de ses compétences linguistiques et de sa connaissance de la région baltique. Ceci semble confirmé par Alain Griotteray, ancien résistant et proche du général de Gaulle, selon lequel Fourcaud lui aurait confié avoir été contacté par le 2e bureau et, parlant russe, été employé plusieurs années pour des missions dans les pays baltes, avant d'obtenir un commandement dans la troupe, avec le grade de capitaine, vers 1934, et de repartir pour diverses missions secrètes. Georges Loustaunau-Lacau précise dans ses Mémoires que Fourcaud était ingénieur urbaniste et Marie-Madeleine Fourcade qu'il n'était que réserviste. De même, le colonel Passy, qui s'est violemment opposé à lui en 1946 affirme que Fourcaud n'était pas militaire de carrière avant la guerre, mais représentant de commerce. D'après l'historien du BCRA Sébastien Albertelli, il travaille dans le pétrole à la direction technique de la Standard Oil, tout en faisant du renseignement.
Des doutes subsistent également à propos de l'appartenance de Pierre Fourcaud à certains mouvements conspirationnistes des années 1930 tels que La Cagoule ou les réseaux Corvignolles. André Labarthe prétend qu'il a fait partie du premier groupe, ce dont témoigne Maurice Duclos. Cependant, nulle preuve n'a pu en être apportée. Alain Griotteray mentionne qu'à Londres, Maurice Duclos, ancien membre de La Cagoule, le reconnaît pour l'un de ses anciens compagnons. Fourcaud nie et donne sa parole à André Dewavrin qu'il n'a jamais appartenu à l'organisation d'Eugène Deloncle. Au cours d'un entretien dans les années 1990, Fourcaud affirme cependant y avoir été infiltré pour renseigner l'armée. Dans son ouvrage La Cagoule, l'historien Philippe Bourdrel assure que Pierre Fourcaud fut membre de cette organisation. Cette information est également attestée dans Histoire de la résistance en France. Sa présence et celle de Duclos au BCRA firent dire à certains « De Gaulle est entouré de Cagoulards ».

### Combats de 1940
Mobilisé avec le grade de capitaine en 1939 au 348e régiment d'infanterie, il est blessé au combat le 16 juin 1940, au nord de Nancy. Hospitalisé à Biarritz, il décide de rejoindre le général de Gaulle en Angleterre, ce qu'il réussit à faire en prenant un bateau à Sète le 6 juillet, avec des troupes tchèques. Lors de la traversée, il fait connaissance avec le lieutenant André Manuel, qui deviendra le responsable de la section Renseignement du BCRA. Il débarque à Liverpool le 13 juillet.

### Officier du BCRA
Arrivé à Londres vers le 15 juillet 1940, il rencontre Pierre Tissier, un conseiller d'État ancien du 2e bureau dans le corps expéditionnaire en Norvège et premier chef d'état-major du général de Gaulle. Après avoir été reçu par ce dernier, Fourcaud est affecté à l'état-major. Du fait de son passé  et de ses connaissances linguistiques, il est immédiatement intégré dans les services de renseignement de la France libre, le 2e Bureau, (futur BCRA) dirigé par André Dewavrin, alias colonel Passy. Celui-ci lui donne le pseudonyme "Barbès" et le nomme en tant qu'un de ses deux adjoints, l'autre étant Maurice Duclos (alias Saint-Jacques).

#### 1940: Le réseau Fleurs
Début septembre 1940, il quitte Londres pour Lisbonne puis Madrid afin d'effectuer sous le pseudonyme de "Lucas" une première mission en France dans la zone non occupée. Il y est chargé de se consacrer à la création d'un réseau de renseignement. Parallèlement, le colonel Rémy est chargé de la même mission en zone occupée. Se rendant à Vichy, il y multiplie les rencontres avec des interlocuteurs connus dans les années 1930 dans les milieux du renseignement, comme le colonel Groussard. En octobre, Groussard qui est  inspecteur général des services de sûreté de Vichy, le présente au colonel Guy d'Alès, directeur du Bureau des menées antinationales, et au commandant Georges Loustaunau-Lacau, chef de la Légion française des combattants. Ce dernier, en train de monter un réseau de renseignements avec l'appui discret de Groussard et les moyens de la Légion, lui propose de lui transmettre les informations qu'il réussira à rassembler. Fourcaud accepte, et reçoit en échange les précisions concernant les camps d'aviation allemands près de la ligne de démarcation.
Il séjourne ensuite à Marseille ou il entre en contact avec un certain nombre de socialistes du Sud de la France décidés à agir, et qui commencent à se regrouper, à l'initiative de Daniel Mayer, autour de Félix Gouin. Il y crée le réseau "Fleurs", sans doute en référence à Léon Blum. Après son départ, son frère Boris (alias Froment) prend la tête du mouvement qui deviendra sous la direction d'André Boyer (Brémond) et de Gaston Defferre le réseau Brutus. Il repart en décembre pour l'Angleterre avec la complicité du colonel Baril, le chef du service de renseignement de Vichy, et muni d'un passeport signé par le ministre des Affaires étrangères de l'État français. Arrivé à Lisbonne le 18 décembre 1940, il regagne Londres ou il fait son rapport au général de Gaulle, sur ces contacts avec les socialistes et sur des possibles rapprochements avec certains cercles de Vichy.

#### 1941: Entre Vichy et Londres
Le 13 janvier 1941, il repart en zone non occupée pour tenter de coordonner les premiers résistants sous l'autorité du général de Gaulle. Il reprend contact avec les socialistes marseillais et contribue au développement de ce mouvement dans le Sud de la France. Le 5 juillet 1941 il organise une importante réunion de coordination avec Eugène Thomas, délégué du Comité d'action socialiste.
Reprenant ses contacts à Vichy (notamment avec le commandant Rollin), il annonce à Loustaunau-Lacau qu'il a interdiction de travailler avec un réseau qui refuse le commandement de de Gaulle. Loustaunau-Lacau le connaît personnellement, étant un de ses condisciples de Saint-Cyr, mais il a fait passer, par l'ambassadeur du Canada Pierre Dupuy, un manifeste destiné à être diffusé par avion, qui a fortement incommodé le chef de la France libre. Néanmoins, Fourcaud lui confie 500 000 francs, la moitié des moyens qui lui ont été attribués. Il facilite, avec Jacques Bridou, les contacts entre Georges Loustaunau-Lacau et les représentants britanniques. La rencontre à Lisbonne, le 14 avril 1941, entre Loustaunau-Lacau et Kenneth Cohen permet le rattachement du réseau Alliance à l'Intelligence Service un mois plus tard. Loustaunau-Lacau prévient toutefois Cohen qu'il continuera à informer les gaullistes, par Fourcaud (« Foudroyant » pour le réseau), de ses activités, les Britanniques n'en ayant que la primeur et non l'exclusivité.
En mai, Loustaunau-Lacau, en accord avec Fourcaud et avec la bénédiction de Churchill, part en Algérie pour tenter de faire entrer l'armée d'Afrique en dissidence. En juillet, Fourcaud échappe à une souricière chargée de faire tomber le réseau « Saint-Jacques », fondé par Maurice Duclos.
Le 25 août, Pierre Fourcaud contacte l'amiral de Laborde, commandant en chef de la flotte de Toulon, pour tenter de le rallier à la cause gaulliste, lui donnant son nom réel et son grade de capitaine. L'amiral est furieux de cette initiative et traite son interlocuteur de traître, puis transmet l'identité et le signalement de Fourcaud aux autorités de Vichy. Le 28 août 1941, il est arrêté avec le lieutenant Roger Warin, dit "Wybot", par la sûreté du territoire à la gare Saint-Charles à Marseille. Il est transféré à Clermont-Ferrand le 2 septembre et passe près de 11 mois entre prisons et hôpitaux.
Il parvient à s'évader le 10 août 1942. Le 1er septembre, il parvient à quitter la France depuis le port de Cassis, puis rejoint les Baléares et Gibraltar. Il s'envole alors pour Londres en compagnie de Henri Frenay et Emmanuel d'Astier. Il accuse aussitôt Roger Wybot, arrivé à Londres quelques mois plus tôt et travaillant au BCRA avec André Dewavrin « Passy », d'être responsable de son arrestation. Wybot se défend et Fourcaud - qui a passé sous silence son intervention intempestive auprès de l'amiral de Laborde - abandonne ses accusations et s'excuse.

#### 1942-1943: Structuration des commandos parachutistes de la France Libre
En octobre 1942, stationné à Camberley, il est chargé de gérer et entraîner les effectifs de français qui rejoignent l'Angleterre. Le 1er juillet 1943, il prend le commandement d'une unité nouvellement créée : le 1er Bataillon d'Infanterie de l'Air. Celui-ci est constitué des survivants de la 1re Compagnie d'Infanterie de l'Air qui opérait sur le théâtre d'opération d'Afrique du Nord dans les SAS britanniques (the French Squadron) et les nouveaux arrivants en Angleterre. Promu lieutenant-colonel le 8 août 1943 il est rappelé à Londres au mois de novembre, laissant au commandant Bourgoin le commandement de son bataillon, renommé 4e Bataillon d'Infanterie de l'Air.

#### 1944: Mission en Savoie
Chargé de repartir en France avec pour mission de coordonner les maquis de Savoie, il est déposé dans le Jura le 8 février 1944 par un Lysander qui repart avec Lucie et Raymond Aubrac à son bord. Sous le pseudonyme Sphère, il compose la mission « Union » en compagnie de Peter Julien Ortiz (Chambellan) de l'Office of Strategic Services et de Henry Thackwaite (Procureur) du Special Operations Executive. Leur objectif est de permettre l’armement des groupes qui avaient été constitués pour former les Forces françaises de l’intérieur (FFI). La Mission demande à Londres dès le 16 février l’organisation de parachutages pour armer les groupes savoyards. Les premiers seront organisés au mois de mars, dont celui de La Plagne dans la nuit du 10 au 11. ou celui du 1er août au col des Saisies. Le 19 mai 1944 à Albertville, lors d'une réunion en compagnie du commandant Bulle, il est arrêté par les Allemands. Il réussit cependant à s'évader de la prison de Chambéry le 2 août 1944, après le parachutage du col des Saisies qu'il avait contribué à organiser. Il retrouve Jean Bulle, Peter Ortiz et Henry Thackwaite, avant de repartir pour Londres. Il rentre définitivement dans la France libérée le 17 septembre 1944.

### Officier du SDECE

#### 1945-1946: Création du SDECE
Le 1er juin 1945, il est promu colonel. Il est alors l'adjoint d'André Dewavrin, directeur de la Direction générale des études et recherches (DGER) qui a pris la suite du BCRA. Le 28 décembre 1945, la DGER devient le Service de documentation extérieure et de contre-espionnage (SDECE), future DGSE. Le 21 janvier 1946, après le départ du pouvoir du général de Gaulle, le nouveau président du conseil Félix Gouin nomme Henri Ribière à la place de Dewavrin, pour diriger les services. Ribière garde Pierre Fourcaud comme adjoint. Cependant leurs rapports sont notoirement mauvais. 
D'autres officiers gaullistes conservent des postes importants. C'est le cas d'André Manuel, ancien numéro deux du BCRA et devenu secrétaire général du SDECE. C'est également le cas de François Thierry-Mieg (« Vaudreuil »), ancien chef de la section contre-espionnage du BCRA et qui prend la direction du cabinet de Henri Ribière.
Le SDECE est rapidement déchiré par une grave crise interne, l'« affaire Passy ». C'est Fourcaud qui en sera indirectement à l'origine. Lors d'un contrôle de routine en avril 1946 à Londres du poste conservé par les services français, Fourcaud se fait l'écho de rumeurs concernant l'un des anciens officiers détachés sur place, le capitaine Landrieux. Des soupcons de malversation financière sont rapportés par le colonel Fourcaud à son retour. Ribière lance alors une enquête confidentielle, menée par Pierre Sudreau (futur ministre de De Gaulle en 1958). Celui-ci se fait accompagner par Thierry-Mieg, proche de Fourcaud et fin connaisseur des arcanes du BCRA. Placé aux arrêts, Landrieux reconnait divers trafics et se suicide en prison. Rapidement, ces investigations prennent de l'ampleur et une tournure plus officielle. Une soixantaine d'interrogatoires a lieu en quelques semaines. Entendu à son tour, le colonel Passy finit par reconnaitre l'existence de fonds secrets destinés, selon lui, à financer la lutte anti-communiste. Il se voit infliger soixante jours d'arrêts de forteresse et est incarcéré le 4 mai 1946. Ses ambitions politiques brisées, Passy se tourne alors vers le secteur privé. Mêlé au scandale, André Manuel quitte le SDECE peu après.

#### 1946-1950: directeur-adjoint du SDECE
En 1947, après l'affaire du Plan bleu, le président du conseil Paul Ramadier charge Ribière et Fourcaud de mettre en place le réseau "Rose des Vents", consistant à mettre en place une armée anticommuniste secrète. Cette mission s'inscrit dans le contexte général de sentiment anticommunisme d'après-guerre, particulièrement après la création en 1949 de l'OTAN et la diffusion en France par les Américains de la Peur rouge et du maccarthysme. Le 21 juin 1950, Pierre Boursicot remplace Ribière à la tête du SDECE. Opposé à Pierre Fourcaud, il relève celui-ci de ses fonctions.
Après avoir participé à la création du Groupement de commandos mixtes aéroportés dans le contexte de la guerre d'Indochine, il quitte le SDECE.

### Retraite des services actifs
Après son départ en 1960, il meurt à Paris en 1998 et reçoit des obsèques officielles militaires à l'Hôtel des Invalides avant d'être inhumé au Lavandou dans le Var.
Marié à Irina, fille du marchand d'art Sergueï Chtchoukine, il aura un fils, André-Marc Delocque-Fourcaud, né en 1942 à Toulon.

## Décorations
|  |  |  |  |  |  |
|  |  |  |  |  |  |
|  |  |  |  |  |  |
|  |  |  |  |  |  |
|  |  |  |  |  |  |
|  |  |  |  |  |  |
|  |  |  |  |  |  |

| Grand officier de la Légion d'honneur              | Grand officier de la Légion d'honneur             | Compagnon de la Libération                     | Compagnon de la Libération                     | Croix de Guerre 1914-1918 Avec quatre palmes de bronze  | Croix de Guerre 1914-1918 Avec quatre palmes de bronze  |
| Croix de Guerre 1939-1945 Avec une palme d'argent  | Croix de Guerre 1939-1945 Avec une palme d'argent | Médaille de la Résistance Avec rosette         | Médaille de la Résistance Avec rosette         | Croix du combattant                                     | Croix du combattant                                     |
| Croix du combattant volontaire 1914-1918           | Croix du combattant volontaire 1914-1918          | Médaille commémorative de la guerre 1914-1918  | Médaille commémorative de la guerre 1914-1918  | Médaille interalliée 1914-1918                          | Médaille interalliée 1914-1918                          |
| Médaille des évadés                                | Médaille des évadés                               | Croix de Saint-Georges (Russie)                | Croix de Saint-Georges (Russie)                | Ordre du Service distingué (Royaume-Uni)                | Ordre du Service distingué (Royaume-Uni)                |
| Ordre de l'Empire britannique (Royaume-Uni)        | Ordre de l'Empire britannique (Royaume-Uni)       | Distinguished Service Cross (États-Unis)       | Distinguished Service Cross (États-Unis)       | Ordre d'Orange-Nassau (Pays-Bas)                        | Ordre d'Orange-Nassau (Pays-Bas)                        |
| Officier de l'ordre de Léopold (Belgique)          | Officier de l'ordre de Léopold (Belgique)         | Croix de Guerre belge 1940-1945 Avec une palme | Croix de Guerre belge 1940-1945 Avec une palme | Grand officier de l'ordre du Million d'Éléphants (Laos) | Grand officier de l'ordre du Million d'Éléphants (Laos) |
| Officier de l'ordre de l'Aigle blanc (Yougoslavie) |                                                   |                                                |                                                |                                                         |                                                         |